# グランクッラIFK
グランクッラIFK（Grankulla IFK）は、フィンランドの南東部、南スオミ州、ウーシマー県の都市カウニアイネンに本拠地を置くサッカークラブである。GrIFKは略称。GrIFKカウニアイネンと表記されることがある。

## タイトル

### 国内タイトル
- カッコネン:1回

2007

### 国際タイトル
- なし

## 現所属メンバー
注：選手の国籍表記はFIFAの定めた代表資格ルールに基づく。
| No. | Pos. |              | 選手名                 |
| --- | ---- | ------------ | ---------------------- |
| 1   | GK   | フィンランド | トニ・ヴオリネン       |
| 2   | MF   | フィンランド | トマス・リンドルース   |
| 3   | DF   | フィンランド | ロニ・トゥオミネン     |
| 4   | DF   | フィンランド | ニコ・ペレラ           |
| 5   | DF   | フィンランド | カール・フランク       |
| 6   | MF   | フィンランド | ミカエル・リンドバリ   |
| 7   | DF   | フィンランド | ヨニ・カーシネン       |
| 8   | DF   | フィンランド | ヨーナス・イロマキ     |
| 9   | FW   | フィンランド | ダニエル・ランホフ     |
| 10  | MF   | フィンランド | ヤンネ・トルマネン     |
| 11  | MF   | フィンランド | クラウディオ・マトロネ |
| 12  | GK   | フィンランド | キミ・リンデマン       |
| 13  | MF   | フィンランド | ティモ・ミッコネン     |

| No. | Pos. |              | 選手名                     |
| --- | ---- | ------------ | -------------------------- |
| 14  | DF   | フィンランド | エリヤ・ヘイスカネン       |
| 15  | DF   | フィンランド | サミ・サルミ               |
| 16  | FW   | フィンランド | Jonas Britschgi            |
| 17  | FW   | フィンランド | ペッテル・メユエル         |
| 18  | MF   | フィンランド | ヤルノ・ルイスニエミ       |
| 19  | FW   | フィンランド | サムエル・ランホフ         |
| 20  | MF   | フィンランド | プヤ・ミラフタビ           |
| 21  | MF   | フィンランド | ラッシ・ルオト             |
| 23  | MF   | フィンランド | ヘンリク・ホンカネン       |
| 24  | FW   | フィンランド | ヤーッコ・ヴァイニカイネン |
| 25  | FW   | フィンランド | マルコ・メックエルボリ     |
| -   | GK   | フィンランド | アキ・ホルマ               |
| -   | MF   | フィンランド | Fareed Sadat               |

## 過去の成績
- 2006 カッコネン・グループB 9位
- 2007 カッコネン・グループB 1位 昇格
- 2008 ウッコネン 13位 降格
- 2009 カッコネン・グループA 9位
- 2010 カッコネン・グループB 3位
- 2011 カッコネン・グループA 4位

## 歴代所属選手
- リーヴォ・レートマ 2010-